# Pleurospermum rotundatum
Pleurospermum rotundatum là một loài thực vật có hoa trong họ Hoa tán. Loài này được (DC.) C.B. Clarke miêu tả khoa học đầu tiên năm 1879.